# La Unión (Buenos Aires)
La Unión (o La Unión Ferroviaria, ex Parada Links) es una ciudad del Gran Buenos Aires (Argentina), en el partido de Ezeiza en la provincia de Buenos Aires. Está situada en el centro-norte del partido a la vera de la RN 205. En esta ciudad se distingue el campo de golf "Lomas" y los barrios Links Barrio Parque Links Erratchú, Sol de Oro, Quinta Avenida, El Paso, así como también el Barrio El Trébol.

## Toponimia
Es en homenaje al gremio Unión Ferroviaria, pioneros en crear un nuevo distrito.
El casco de la quinta "Sol de Oro" fue el casco del campo original que ocupaba lo que hoy es barrio El Trébol y barrio Sol de Oro.

## Escuela Técnica N° 1 La Unión
Es una escuela técnica con 3 modalidades; técnico electromecánico, maestro mayor de obras y técnico electrónico. La institución tiene varios premios en olimpiadas nacionales por haber competido contra otras escuelas, uno de los inventos más increíbles fue la máquina de hacer pizza, un cargador solar, entre otros.

## Parroquias de la Iglesia católica en La Unión
| Diócesis  | Lomas de Zamora           |
| --------- | ------------------------- |
| Parroquia | Nuestra Señora de Lourdes |